# آلفرد هابلر
 آلفرد هابلر (انگلیسی: Alfred Hubler؛ زاده ۱۶ مهٔ ۱۹۵۷) یک فیزیک‌دان اهل ایالات متحده آمریکا است.